# Elektrokemoterapija
Elektrokemoterapija je postopek zdravljenja, ki omogoča, da v celice lahko vstopijo zdravila,  ki drugače v celice ne morejo prehajati. Postopek temelji na lokalnem dovajanju kratkih visokonapetostnih električnih pulzov, ki začasno povečajo prepustnost celične membrane ter tako omogočijo transport molekul, za katere je sicer celična membrana neprepustna [1,2]. Metoda se v kliniki uporablja na področju zdravljenja tumorjev (elektrokemoterapija za zdravljenje tumorjev z vnosom kemoterapevtikov bleomicin ali cisplatin) [3-12]. Prva klinična elektrokemoterapija z uporabo bleomicina je bila izvedena na Institutu Gustave Roussy v Franciji leta 1991 [13], elektrokemoterapija s cisplatinom pa na Onkološkem Institutu Ljubljana v Sloveniji leta 1995 [14]. Od takrat je bilo z elektrokemoterapijo zdravljenih že preko 4000 pacientov po vsem svetu (Avstralija, Avstrija, Belgija, Bolgarija, Danska, Francija, Grčija, Irska, Italija, Japonska, Madžarska, Mehika, Nemčija, Nikaragva, Poljska, Portugalska, Slovenija, Španija, Švedska, Velika Britanija, Združene države Amerike). Trenutno se za potrebe zdravljenja notranjih tumorjev z elektrokemoterapijo razvijajo operativni, endoskopski in prekokožni pristopi, ki bodo omogočili doseči tumor v notranjosti telesa [15,16]. 

## Opis delovanja
Če biološko celico izpostavimo električnemu polju zadostne jakosti, na membrani vsilimo transmembransko napetost, kar vodi do strukturnih sprememb v celični membrani [17-22]. Te spremembe povzročijo povečanje prepustnosti membrane, ki omogoči, da molekule, ki normalno ne morejo prehajati v celico, lahko vstopijo v celico [1,23,24]. Ta pojav imenujemo elektroporacija (ali elektropermeabilizacija). Uporaba elektroporacije se je močno povečala, ko so pojav začeli izrabljati za izboljšanje vnosa kemoterapevtikov v celice, kar imenujemo elektrokemoterapija.
V biomedicinskih aplikacijah elektroporacije se uporabljajo kratki visokonapetostni enosmerni električni pulzi. Amplituda pulzov je odvisna od lastnosti tkiva in od oblike ter položaja elektrod in mora biti, glede na rezultate raziskav na tumorjih v in vivo pogojih, zadosti velika, da na celotnem področju tumorja dosežemo električno polje velikosti 400 V/cm (8 pulzov s trajanjem 100 mikrosekund) [25]. Trajanje pulzov je po navadi 100 mikrosekund. V prvih eksperimentih so bili pulzi dovedeni na 1 sekundo (ponavljalna frekvenca 1 Hz), danes pa so pulzi, ki jih dovajamo na kožne ali podkožne tumorje, dovedeni s ponavljalno frekvenco 5000 Hz, da dosežemo čim manjše nelagodje za pacienta zaradi električne stimulacije bližnjih mišic in čim krajši postopek zdravljenja [26,27]. Za namene zdravljenja globoko ležečih, notranjih tumorjev, ki ležijo relativno blizu srca, pa je dovajanje pulzov sinhronizirano z absolutno refraktorno dobo posameznega srčnega utripa v elektrokardiogramu z namenom, da zagotovimo čim večjo varnost za pacienta [28, http://www.clinicaltrials.gov/ct2/show/NCT01264952]. Pulzi so dovedeni v serijah po osem pulzov, dovajanje pa po potrebi lahko tudi ponovimo.

## Opis zdravljenja
Postopek zdravljenja z elektrokemoterapijo vsebuje lokalno ali sistemsko dovajanje kemoterapevtika, ki drugače ne more prehajati celične membrane (npr. bleomicina), ali kemoterapevtika, ki slabo prehaja v celice (npr. cisplatin), ter dovajanje električnih pulzov na zdravljeno področje, ko koncentracija zdravila v tumorju doseže najvišjo vrednost [12]. Z dovajanjem električnih pulzov izpostavimo  celice električnemu polju, ki povzroči, da na celični membrani nastanejo nanospremembe, ki povečajo prepustnost membrane. Zaradi povečane prepustnosti membrane lahko molekule kemoterapevtika prosto preidejo v citoplazmo in izrazijo svoj citotoksični efekt. Tumor lahko pozdravimo, če vanj in okrog njega razporedimo več elektrod in dovajamo pulze med vsakim parom elektrod, pri tem pa je v tumorju prisotna ustrezna koncentracija kemoterapevtika [25]. Postopek lahko ponovimo že čez nekaj tednov, v primeru, ko prvo zdravljenje ni bilo v celoti uspešno bodisi zaradi velikosti tumorja bodisi zaradi nepopolne dostopnosti tumorja. 

## Učinkovitost, klinični pomen
V številnih kliničnih študijah (v fazi II in III) so raziskovalci ugotovili, da je odzivnost tumorjev zdravljenih z elektrokemoterapijo kožnih in podkožnih metastaz ali tumorjev z bleomicinom ali cisplatinom okrog 80 % [29]. Z elektrokemoterapijo dosežemo hitrejše in bolj učinkovito zmanjšanje velikosti tumorjev kot s standardno kemoterapijo za zdravljenje kožnih ali podkožnih tumorjev. Uspešno so bili zdravljeni pacienti s kožnimi metastazami melanoma, s Kaposi sarkomom, s ploščatoceličnim karcinomom, z bazalnoceličnim karcinomom, z adenokarcinomom in z rakom dojke [4-7,9,10,30]. Prvi klinični rezultati elektrokemoterapije notranjih tumorjev (jetrnih metastaz) so prav tako obetavni in spodbudni.

## Varnost
Pri elektrokemoterapiji se uporabljajo nižje doze kemoterapevtika kot pri standardnem protokolu kemoterapije. Pri uporabi elektrokemoterapije v kliniki je tako zaznati le manjše stranske učinke. Če je uporabljena ustrezna anestezija za blaženje simptomov povezanih z dovajanjem električnih pulzov, potem je kontrola nad nivojem bolečine med elektrokemoterapijo dobra in je postopek sprejemljiv za pacienta. Poleg bolečine, ki je omejena na zdravljen tumor in okoliško tkivo, se med dovajanjem električnih pulzov pojavlja tudi mišična kontrakcija, ki pri pacientih povzroča le manjše nelagodje [4]. Ob dovajanju pulzov med elektrokemoterapijo se pojavi tudi prekinitev pretoka v žilah (angl. vascular lock): za nekaj minut se krvni pretok v zdravljenem tumorju in okoliškem normalnem tkivu prekine [31,32]. Prekinitev pretoka je prekratka, da bi lahko s tem povzročili škodljive učinke, vendar pa v tumorjih traja dlje kot v normalnem tkivu, kar prispeva k večji učinkovitosti elektrokemoterapije. Zdravljenje z elektrokemoterapijo je za pacienta sprejemljiv postopek, saj bi bila večina vprašanih pacientov vključenih v klinično študijo za namene določitve Evropskih standardnih operativnih postopkov za elektrokemoterapijo (ESOPE) pripravljena postopek zdravljenja ponoviti, če bi bilo to potrebno [4].

## Uporaba v veterini
Elektrokemoterapija se uporablja tudi v onkologiji na področju veterine, in sicer na psih, mačkah in konjih. Centri, kjer je tako zdravljenje možno, se nahajajo v Braziliji, Franciji, Italiji, Sloveniji, Veliki Britaniji in na Irskem. Uporablja se za zdravljenje različnih tumorjev [33].